# Rhyacophila egijnica
Rhyacophila egijnica är en nattsländeart som beskrevs av Schmid 1968. Rhyacophila egijnica ingår i släktet Rhyacophila och familjen rovnattsländor. Inga underarter finns listade i Catalogue of Life.